# Рамат Ган (стадион)
Стадион „Рамат Ган“ (на иврит: איצטדיון רמת-גן) е футболен стадион, който се намира в град Рамат Ган, Телавивски окръг, Израел.
Има капацитет 41 583 зрители. На него домакинските си мачове играе Националният отбор по футбол на Израел.
Построен е през 1950 г., открит е през 1951 г., обновен е през 1981 г.